# 王審邽
王審邽（858年—904年），一作王审圭，字次都，唐朝末年軍事、政治人物，淮南道光州固始县（今河南省信阳市固始县）人，王潮之弟，王審知之兄，曾任泉州刺史，去世後，由其子王延彬继任泉州刺史。

## 生平

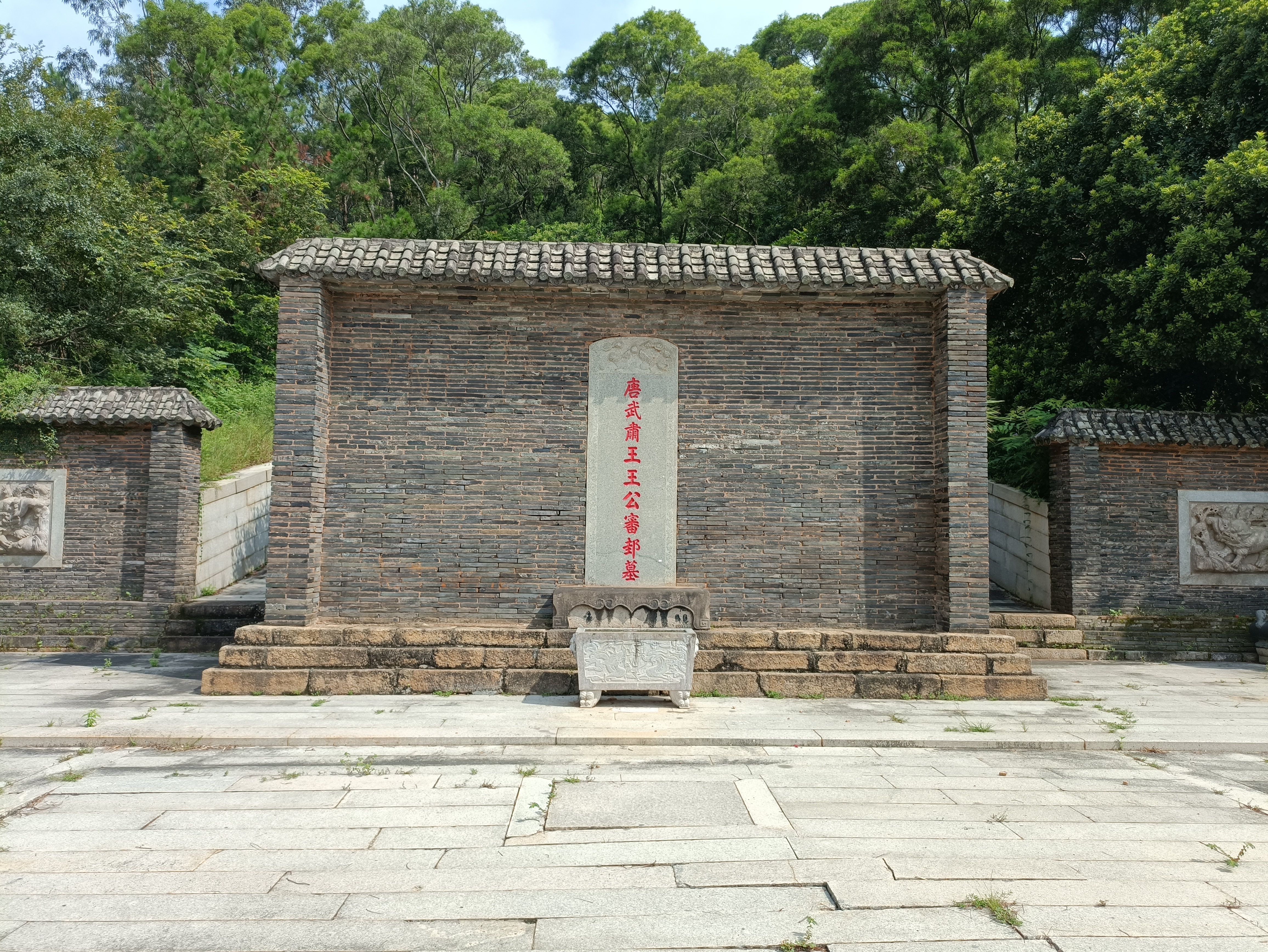
王审邽墓

王審邽為王恁之子，生母是秦國太夫人董氏。少年苦讀，能解《尚書》《春秋》，頗通經學。王審邽的長兄王潮原為固始縣佐史，王潮、王審邽和王審知三兄弟以材氣知名，邑人號曰「人中三龍」。
881年，壽州農民軍首領王緒起兵呼應黃巢之亂，攻破光州。王潮、王審邽、王審知三兄弟被掠從軍。
885年，王緒被蔡州節度使秦宗權驅逐，率光寿军流亡福建，卻因缺乏軍糧，橫行無道，王潮以死士發動兵變，被众人推举為元帥，王緒怒而自殺。
886年，王潮攻克泉州，唐朝封王潮为泉州刺史，王審邽协助王潮治理州事。893年，王潮消灭割据福州的范暉，入福州。乾寧元年（894年），王审邽权泉州刺史。乾寧三年（896年），实授泉州刺史。乾寧四年（897年），加工部尚书。乾寧五年（898年），加金紫光祿大夫、檢校戶部尚書。898年，王潮去世，选择三弟王审知继任，却没有选择诸子和二弟王审邽；王审知想让位于王审邽，王审邽认为自己無功，堅決推辭不受。光化二年（899年），加封兵部尚書，授爵琅琊郡開國男。光化三年（900年），加封左仆射，进爵琅琊郡开国侯，不久授威武军节度副使。天复二年（902年），加封司空。天复三年（903年），加封司徒，进爵琅琊郡开国公，食邑七百户。
王審邽在泉州执政十二年，喜欢儒术，善于治吏。興辦水利，注重農業，安撫流民，禮賢下士，建造書院。當時許多中原的公卿逃到泉州來避難，王審邽讓兒子王延彬建造招賢院來禮待他們。唐右省常侍李洵、翰林承旨制誥兵部侍郎韓偓、中書舍人王滌、右補闕崔道融、大司農王標、吏部郎中夏侯淑、司勳員外郎王拯、刑部員外郎楊承休、弘文館直學士楊贊圖、王倜、集賢殿校理歸傳懿及鄭璘、鄭戩等人，皆賴以免禍。王審邽的這一系列舉措，使泉州的經濟和文化方面都得到很大的發展。
904年，去世，享年46岁，追封王爵，諡武肅，葬於泉州晋江县的皇積山（现位于泉州市丰泽区），由徐夤撰寫墓碑文，其墓存在至今，被称作“武肃王陵”，为福建省文物保护单位。

## 后代
根据《十国春秋》的記載，王审邽有三子；王延彬、王延美、王延武。王审邽有一孙有墓志铭。

## 纪念

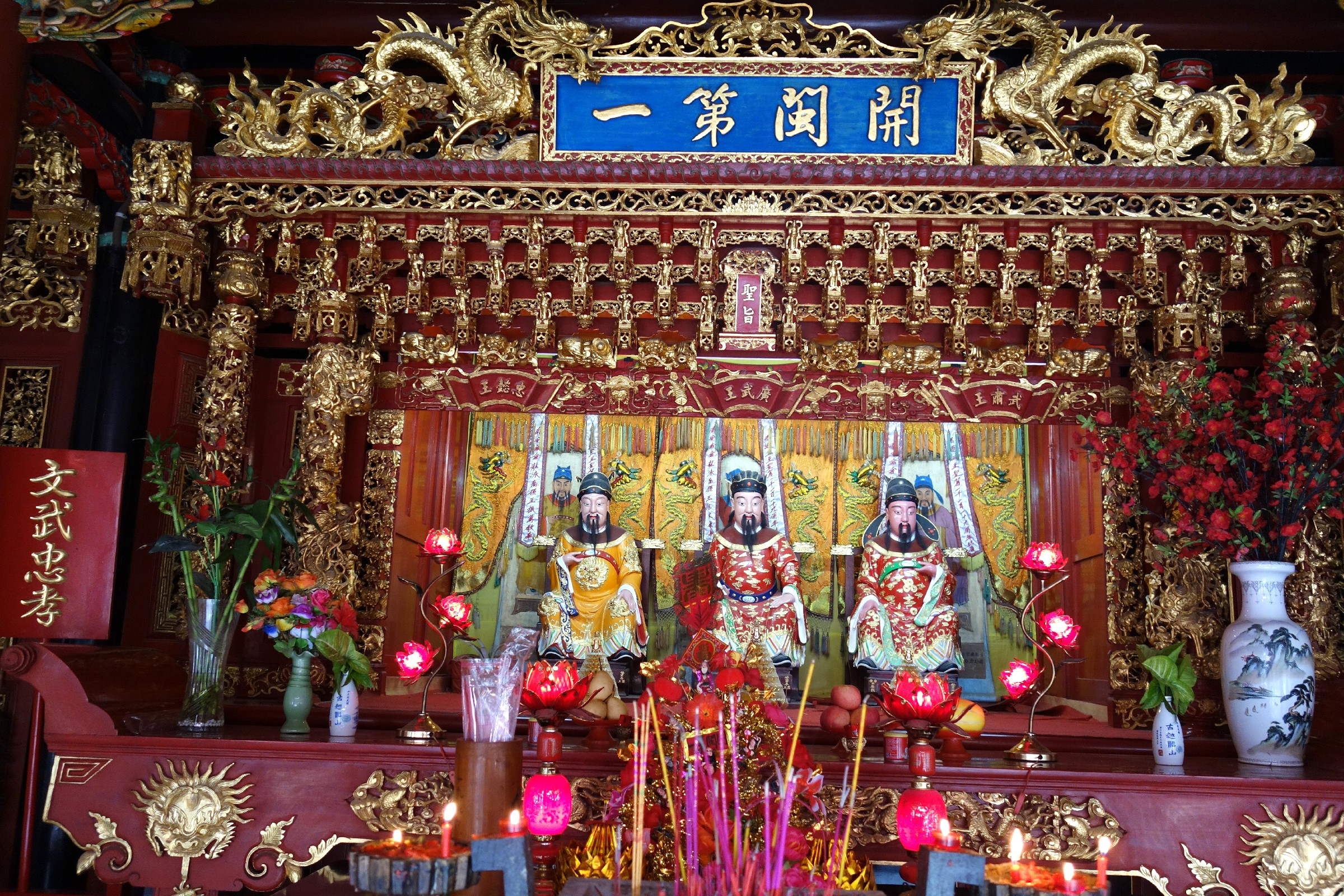
泉州开闽三王祠供奉的王氏三兄弟神像，最右为王审邽。